# La dolce ala della giovinezza
(Chance Wayne)
La dolce ala della giovinezza (Sweet Bird of Youth) è un film del 1962 diretto da Richard Brooks e liberamente ispirato all'omonimo dramma di Tennessee Williams. Viene in genere considerato uno dei migliori film di Paul Newman nella fase giovanile della sua carriera, e soprattutto di Geraldine Page, che ripropose senza modifiche la già brillante ed acclamata prova sostenuta insieme allo stesso Newman in teatro nel 1959.
La produzione del film impose una edulcorazione della trama e un "lieto fine".

## Trama
Chance Wayne sta facendo ritorno nella sua città natale dopo un periodo di lunga assenza. Ad accompagnarlo è Alexandra Del Lago, una non più giovanissima diva del cinema e sul viale del tramonto, nonché sua amante, fuggita in tutta fretta da Hollywood dopo l'apparente pessimo debutto di un film che doveva riportarla nuovamente alla ribalta. Il ritorno di Chance in provincia, oltre che alla delusione rispetto ai sogni di diventare una nuova star del cinema, è dovuto al suo desiderio di ricongiungersi a Heavenly, la figlia di "Boss" Finley, corrotto e bigotto sindaco della città che non ha mai visto Chance di buon occhio e che, anzi, molti anni prima lo aveva convinto ad abbandonare la città per allontanarlo dalla figlia, rimasta intanto incinta di Chance e costretta poi all'aborto all'insaputa del ragazzo.
Chance cercherà di avvicinare Havenly più volte, mentre prosegue il suo rapporto tumultuoso ed ambiguo con Alexandra. Sperando che la relazione con l'attrice gli frutti finalmente una promettente carriera a Hollywood, Chance giunge a ricattare Alexandra servendosi anche di alcune registrazioni che provano la tossicodipendenza dell'attrice, donna ormai nevrotica, dipendente dall'alcol, dal sesso a pagamento e dalla droga, e che non ha più fiducia nelle proprie capacità artistiche. Ad un certo punto Alexandra sembra innamorarsi veramente di Chance, ma quando lei vuole che resti con lei nell'albergo e che la protegga ancora lui la ignora spudoratamente per andare in cerca di Heavenly.
Heavenly, pur essendo ancora innamorata di Chance, lo respinge perché teme ciò che suo padre e suo fratello Tom potrebbero fargli. Intanto Alexandra scopre con sorpresa che la sua ultima interpretazione al cinema ha avuto ottime recensioni, e per questo decide di tornare a Hollywood, coinvolgendo stavolta una vecchia amica di Chance come nuova dama di compagnia/segretaria. Consapevole alla fine che la donna in realtà non ha mai avuto l'intenzione di aiutarlo a diventare un celebre attore, lui si rassegna, le consegna le scottanti registrazioni e i due si dicono definitivamente addio.
Chance corre a casa della ragazza, ma viene picchiato brutalmente con un bastone dal fratello di Heavenly, che però arriva in tempo e si ricongiunge con l'amato. Ignorando del tutto le minacce del padre, Heavenly decide di fuggire insieme a Chance.

## Cast
Nonostante l'ampio scarto di età tra i due personaggi previsto dal soggetto, che prevede che Alexandra Del Lago sia un'attrice in età avanzata, in realtà Paul Newman era di appena due mesi più giovane di Geraldine Page.

## Riconoscimenti
1963 - Premio Oscar
- Miglior attore non protagonista a Ed Begley
- Candidatura Miglior attrice protagonista a Geraldine Page
- Candidatura Miglior attrice non protagonista a Shirley Knight

1963 - Golden Globe
- Miglior attrice in un film drammatico a Geraldine Page
- Candidatura Miglior attore in un film drammatico a Paul Newman
- Candidatura Miglior attore non protagonista a Ed Begley
- Candidatura Miglior attrice non protagonista a Shirley Knight

1963 - Premio BAFTA
- Candidatura Miglior attrice straniera a Geraldine Page

1963 - David di Donatello
- Miglior attrice straniera a Geraldine Page

1963 - Laurel Awards
- Candidatura Miglior attore non protagonista a Ed Begley

## Geraldine Page e Rip Torn
Dopo avere lavorato insieme in teatro nel 1959 ed ancora sul set di questo film, l'8 settembre 1963, l'anno dopo l'uscita del film, Geraldine Page sposò in seconde nozze il suo collega Rip Torn, al quale rimase legata fino alla sua morte, avvenuta a 62 anni nel 1987.